# Nilüfer Hatun
Nilüfer Hatun fou concubina (hatun) del sultà otomà Orhan i mare de Murat I. Va ser la primera esclava d'origen cristià que es va convertir en mare d'un sultà otomà. El riu que pasa per Bursa, i un pont porten el seu nom. Fou enterrada en una türbe a Bursa al costat d'Orhan.